# Качумбер
Качумбер — простий свіжий нарізаний салат з цибулею, помідорами, огірками і лимонною заправкою з сіллю і перцем. Kachumber - буквально означає, "нарізати на дрібні шматочки". Салат дуже поширений, його люблять у Пакистані, Індії, Кенії. 
Качумбер подається разом з основним прийомом їжі, а не окремою стравою. Вживають як гарнір з індійським каррі і далс, або як соус з чипсами, гамбургерами, можна додавати в рулет, буріто, тако, миску.

## Варіації
- Качумбарі - національна страва Кенії, видозмінений варіант індійського салату качумбер, з помідорів, цибулі, огірків і перцю чилі. Африканці додають до нього авокадо, зелень коріандру і петрушки. Є гурмани, які заправляють його ромом або джином. Качумбарі подають з пілавов або бір'яні (рис з гострими спеціями, м'ясом, рибою, яйцями або овочами). Він вважається обов'язковою добавкою до Ньяма чома.
- Качумбер Салат - дуже поширений, рубаний стиль, який люблять в Пакистані. Це не звичайний салат. Суміш  пряних прянощів Чаат Масала, робить його дуже особливим. Зазвичай салат складається з помідорів, огірків, цибулі і будь-яких інших трав. Можна використовувати будь-які овочі, які є під рукою, наприклад, з моркви, редису і капусти, а для заправки використовувати оцет або йогурт.